# Ода Нагамасу
Ода Нагамасу (яп. 織田 長益; 1548 —24 січня 1622) — японський дайме, що жив з кінця періоду Сенгоку до початку періоду Едо. Також відомий як Юраку (有楽) і Уракусай (有楽斎), він був братом Оди Нобунаги. Нагамасу прийняв християнство в 1588 році і водохресне ім'я Іоанн.
Нагамасу був досвідченим практиком чайної церемонії, яку він вивчав у майстра Сен-но Рікю. Зрештою він заснував власну школу чайної церемонії.
Нагамасу розділив свої володіння між синами Нагамасою і Хісанагою. Нагамаса заснував князівство Кайдзю-Сібамура, а Хісанага став владикою князівства Янагімото.

## Сім'я
- Батько: Ода Нобухіде (1510-1551)
- Брати:
  - Ода Нобухіро (помер у 1574)
  - Ода Нобунага (1534-1582)
  - Ода Нобуюкі (1536-1557)
  - Ода Нобукане (1548-1614)
  - Ода Нобухару (1549-1570)
  - Ода Нобутокі (помер 1556)
  - Ода Нобуокі
  - Ода Хідетака (помер у 1555)
  - Ода Хіденарі
  - Ода Нобутеру
  - Ода Нагатосі
- Сестри:
  - Оїті (1547-1583)
  - Ойну
- Діти:
  - Ода Нагамаса (1587-1670)
  - Ода Хісанага